# Бахур Віталій Володимирович
Віта́лій Володи́мирович Ба́хур (нар. 2 липня 1989, с. Зозулі, Золочівський район, Львівська область — пом.14 червня 2014, м. Луганськ) — український військовослужбовець, десантник, старший лейтенант Збройних сил України.

## Життєпис
Віталій Бахур народився в селі Зозулі Золочівського району на Львівщині, був старшим поміж трьох братів. З дитинства мріяв про військову службу. Закінчив музичну школу по класу баяна, комп'ютерні курси. Після закінчення Зозулівської школи, у 2006 році, вступив до Львівської військової академії. Займався спортом, на 2-му курсі грав у «КВК».
2010 року закінчив Національну академію сухопутних військ імені гетьмана Петра Сагайдачного за спеціальністю «Бойове застосування та управління діями підрозділів наземної артилерії». По закінченні Академії у званні лейтенанта розпочав службу в Дніпропетровській десантній бригаді. В лютому 2012 року одружився.
Старший лейтенант, заступник командира батареї — інструктор з повітрянодесантної підготовки 25-ї Дніпропетровської повітряно-десантної бригади Високомобільних десантних військ ЗС України, в/ч А1126, смт Гвардійське, Дніпропетровська область.
У зв'язку з російською збройною агресією проти України 25-та ОПДБр була залучена до проведення антитерористичної операції на Сході України.

## Обставини загибелі
13 червня 2014 року десантники готувались до відправлення в зону проведення АТО. У ніч на 14 червня трьома військово-транспортними літаками Іл-76 МД з інтервалом у 10 хвилин вони вилетіли в Луганський аеропорт на ротацію особового складу. На борту також була військова техніка, спорядження та продовольство.
14 червня о 0:40 перший літак (бортовий номер 76683), під командуванням полковника Дмитра Мимрикова приземлився в аеропорту.
Другий Іл-76 МД (бортовий номер 76777), під керівництвом командира літака підполковника Олександра Бєлого, на борту якого перебували 9 членів екіпажу 25-ї мелітопольської бригади транспортної авіації та 40 військовослужбовців 25-ї Дніпропетровської окремої повітряно-десантної бригади, о 0:51, під час заходу на посадку (аеродром міста Луганськ), на висоті 700 метрів, був підбитий російськими терористами з переносного зенітно-ракетного комплексу «Ігла». В результаті терористичного акту літак вибухнув у повітрі і врізався у землю поблизу території аеропорту. 49 військовослужбовців, — весь екіпаж літака та особовий склад десанту, — загинули.
|                              | Там все було дуже грамотно по-військовому сплановано. Там без Росії не обійшлось. Вогонь вівся з усіх сторін. Це було не на рівні ненавчених бойовиків. Обстріл літака вівся дуже грамотно. Спочатку підсвічували трасером, а потім били. Із ПЗРК неможливо було збити літак, навіть якби боєприпас потрапив у двигун, то літак все рівно не загинув би. Стріляли з «Шилки». |
| — Полковник Дмитро Мимриков. | |

Третій літак за наказом повернувся в Мелітополь.
Пройшло більше 40 діб перш ніж десантників поховали: українські військові збирали рештки тіл загиблих, влада домовлялася з терористами про коридор для евакуації, в Дніпрі проводились експертизи ДНК для ідентифікації.
26 липня у рідному селі Зозулі попрощатися з офіцером прийшли кілька тисяч людей.

## Родина
Мати, Ольга Ярославівна Бахур, до останнього часу працювала у золочівському магазині «Рукавичка». Батько, Володимир Ярославович Бахур, їздив на заробітки за кордон, щоб вивчити синів. Брат Тарас пішов шляхом Віталія, — вступив на військову службу за контрактом у 80-ту Львівську аеромобільну бригаду, був на фронті. Наймолодший брат, 15-річний Орест — учень 9 класу, у подальшому студент Золочівського аграрного коледжу.
Дружина, Оксана Бахур, родом із Золочивщини. Без батька залишилась маленька донька Вікторія, 2012 р.н.

## Нагороди
- Орден Богдана Хмельницького III ст. (20.06.2014, посмертно) — за особисту мужність і героїзм, виявлені у захисті державного суверенітету та територіальної цілісності України, вірність військовій присязі та незламність духу[5].
- Нагрудний знак «За оборону Луганського аеропорту» (посмертно).
- Медаль «10 років ракетним військам і артилерії» (03.11.2007)
- Нагрудний знак «20 років ВДВ України» (02.08.2011)
- Почесний нагрудний знак «Почесний десантник» (02.08.2011)
- Почесний нагрудний знак «За відмінну службу в аеромобільних військах Сухопутних військ Збройних Сил України» (29.07.2011)

## Вшанування пам'яті
- На стіні Зозулівської ЗОШ І-ІІІ ст. встановлено меморіальну дошку на честь Віталія Бахура[6].
- Пам'яті Віталія Бахура присвятили вірші Катерина Тихонова[7] та Володимир Тимчук[8].
- 26 травня 2015 року у Зозулівському НВК відбулася презентація книги Тетяни Тихонової та Надії Каркулевської «Заради життя» про старшого лейтенанта Віталія Бахура[9].
- 13 червня 2015 року в Дніпрі на Алеї Героїв до роковин загибелі військових у збитому терористами літаку Іл-76 встановили пам'ятні плити з іменами загиблих воїнів[10].
- 18 червня 2016 року на території військової частини А1126 в смт Гвардійське урочисто відкрили пам'ятник воїнам-десантникам 25-ї повітряно-десантної бригади, які героїчно загинули під час бойових дій в зоні проведення АТО. На гранітних плитах викарбувані 136 прізвищ, серед них і 40 десантників, які загинули у збитому літаку в Луганську[11].